# Cándida de Armas
Cándida María de Armas Sardiñas (ur. 11 czerwca 1987) – kubańska zapaśniczka. Piąta na igrzyskach panamerykańskich w 2007. Trzy razy na podium mistrzostw panamerykańskich, srebro w 2007 i 2014. Złoto na mistrzostwach Ameryki Środkowej i Karaibów w 2014 roku.